# Етнічне насильство в Папуа-Новій Гвінеї
Етнічне насильство в Папуа-Новій Гвінеї часто обертається навколо міжплемінних воєн.

## Передумови
Клани та племена в Новій Гвінеї століттями воювали один з одним через різні суперечки, наприклад, за землю. Останнім часом тригером насильства стали вибори, коли племена вирівнюються за місцевими кандидатами та партіями. Традиційно чоловік, який першим подає скаргу, вважається "господарем бою" (або старший чоловік від імені жінки, яка подає скаргу) і несе відповідальність за початок і закінчення бою, а його клан, як очікується, підтримає його. Традиційні старійшини та вожді мали більш стабілізуючий вплив, але останнім часом їхній вплив зменшився, оскільки традиційні племінні структури змінюються. Наприклад, останнім часом бійки починаються молодими людьми всупереч порадам старших членів клану і господаря бійки, який віддає перевагу посередництву. Існують звичаєві правила ведення війни, і найбільш послідовним правилом є концепція нейтралітету, згідно з якою учасники не повинні нападати на нейтральні будівлі або людей. Хоча існують лише обмежені засоби забезпечення дотримання цих правил, які зазвичай передаються від батька до сина або під час кланових зборів, старші члени громади вважають, що молодші покоління не поважають ці звичаї. Хоча лук і стріли були основною зброєю протягом століть, нещодавнє впровадження автоматичної вогнепальної зброї призвело до більш трагічних наслідків.

## Регіон островів

### Бугенвіль
Докладніше:Бугенвільський конфлікт

### Тробіанські острови
На Тробріандських островах міжплемінні війни були заборонені під час австралійського колоніального правління, а суперечки вирішувалися за допомогою гри в крикет, що часто продовжувалося і після здобуття незалежності. На острові Кірівіна у 2022 році в зіткненнях між племенами кулумата і кубома загинуло понад 30 людей.

## Нагірний регіон
У 2021 році близько 30 000 людей були змушені покинути свої домівки через міжплемінне насильство в регіоні Хайлендс. У провінції Енга бойові дії між племенами ялінгін і ямбалекін, які забрали життя 80 осіб і розпочалися роком раніше, завершилися мирним врегулюванням. Під час національних виборів 2022 року близько 89 000 людей були переміщені по всій країні, більшість з них - з високогірного регіону.

## Міські райони
У міських районах, таких як столиця Порт-Морсбі, етнічний конфлікт включає в себе насильство між бандами, відомими як "расколи", які пов'язані з різними племенами. У Порт-Морсбі банда "Кіпс Кабоні" місцевого народу моту брала участь у нападах на місцевих жителів та банди мігрантів-горців тарі.